# Хадсон Фолс (Њујорк)
Хадсон Фолс (енгл. Hudson Falls) град је у америчкој савезној држави Њујорк.

## Демографија
По попису из 2010. године број становника је 7.281, што је 354 (5,1%) становника више него 2000. године.
| Група             | 2000.         | 2010.         |
| Белци             | 6.761 (97,6%) | 6.952 (95,5%) |
| Афроамериканци    | 31 (0,4%)     | 83 (1,1%)     |
| Азијати           | 17 (0,2%)     | 30 (0,4%)     |
| Хиспаноамериканци | 47 (0,7%)     | 112 (1,5%)    |
| Укупно            | 6.927         | 7.281         |